# Marijn Backer
Marijn Backer (* 6. September 1956 in Leiden) ist ein niederländischer Feuilletonist, Lehrer, Dichter und Autor von Kinder- und Jugendbüchern.

## Leben
Backer wuchs in Zeeland und später in der Nähe von Amersfoort auf. Er ist Feuilletonist des NRC Handelsblad und hat dort eine vierzehntägliche Kolumne über Bildung. Backer arbeitet in Bilthoven in der Schule "Werkplaats Kindergemeenschap" (gegründet von Kees Boeke) als Teamleiter und ist dort auch Lehrer für Griechisch und Latein. Er verfasste ein lateinisches Lehrbuch, das einen didaktischen Einfluss auf die Entwicklung der Lateinausbildung in den Niederlanden hatte.

## Werke (Auswahl)

### Lyrik
- Amsterdam: poëzie-bloemlezing, klopfen Inez van Eijk, auf 1991 (Lyrik)
- Het Oog van de veeboer, treten mit 1991 in Verbindung (Lyrik)
- Opdracht, CP pers Amsterdam 1996 (Lyrik)
- Een takje tussen je tanden, 2000 (Lyrik) Castrum Peregrini Presse, ISBN 90-6034-105-8
- Aan de Koolstofconditioner, Wagner & van Santen, 2000 (Lyrik)
- 25 jaar Nederlandstalige poëzie 1980–2005 in 666, 2006

### Jugendbücher
- 1992 – Lieve Engerd de Groetjes
- 1995 – Thuis niet thuis
- 1996 – Ik hou waar Ik van Hou
- 1998 – Dossier Wauter Both
- 2003 – Schrijf ich
- 2006 – Kijk niet OM
- 2008 – Ik Ben van Niemand
- 2009 – Het Geheim van de verdwenen dieren
- 2010 – Het jaar van de leugen [Leopold],[1][2] erschienen in 2014 in Deutsch als Das Jahr der Lügen [Urachhaus]
- 2012 – Watermeisje [Leopold][3]
- 2016 – Toen de vogels kwamen [Leopold][4]

## Auszeichnungen
- Kijk niet om erhielt 2007 eine ehrenvolle Erwähnung im Rahmen des Literaturpreises Gouden Zoen.
- Für Lieve Engerd de Groetjes erhielt er den Zilveren Griffel
- Thuis niet thuis erschien auf der Auswahlliste der Goldenen Eule, einem belgischen Literaturpreis.